# Pawieł Sitnikow
Pawieł Władimirowicz Sitnikow (ros. Павел Владимирович Ситников; ur. 5 sierpnia 1998 w Omsku) – rosyjski łyżwiarz szybki specjalizujący się w short tracku, dwukrotny olimpijczyk w latach 2018 i 2022, drużynowy mistrz Europy.
Pochodzi i mieszka w Omsku.

## Wyniki

### Igrzyska olimpijskie
- Pjongczang 2018
  - 500 m - dyskwalifikacja
  - 1000 m - dyskwalifikacja
  - 1500 m - 27. miejsce
  - sztafeta mężczyzn 5000 m - 6. miejsce
- Pekin 2022
  - 500 m - 7. miejsce
  - sztafeta mężczyzn 5000 m - 4. miejsce
  - sztafeta mieszana - 7. miejsce

### Mistrzostwa świata
- Montreal 2018
  - sztafeta mężczyzn 5000 m - 7. miejsce
- Sofia 2019
  - 500 m - 15. miejsce
  - 1000 m - 52. miejsce
  - 1500 m - 33. miejsce
  - wielobój - 35. miejsce
  - sztafeta mężczyzn 5000 m - 4. miejsce
- Dordrecht 2021
  - sztafeta mężczyzn 5000 m - 4. miejsce

### Mistrzostwa Europy
- Drezno 2018
  - sztafeta mężczyzn 5000 m - 2. miejsce
- Dordrecht 2019
  - 500 m - 3. miejsce
  - 1000 m - 18. miejsce
  - 1500 m - 8. miejsce
  - 3000 m - 10. miejsce
  - wielobój - 7. miejsce
  - sztafeta mężczyzn 5000 m - 3. miejsce
- Debreczyn 2020
  - 500 m - 9. miejsce
  - 1000 m - 10. miejsce
  - 1500 m - 6. miejsce
  - wielobój - 9. miejsce
  - sztafeta mężczyzn 5000 m - 1. miejsce
- Gdańsk 2021
  - sztafeta mężczyzn 5000 m - 3. miejsce

### Mistrzostwa świata juniorów
- Tomaszów Mazowiecki 2018
  - 500 m - 4. miejsce
  - 1000 m - 12. miejsce
  - 1500 m - 5. miejsce
  - 1500 metrów (superfinał) – 6. miejsce
  - 3000 m - 10. miejsce
  - wielobój - 6. miejsce
  - sztafeta mężczyzn 5000 m - 2. miejsce